# Philippe de Rubempré
Philippe de Rubempré (vers 1558 - vers 1639) est un noble français et un homme politique de la fin du XVIe et du début du XVIIe siècle, connu pour être le premier comte de Rubempré et pour ses importantes responsabilités au sein du royaume de France et des Pays-Bas espagnols. Il fut en 1624 le 358e membre de l'Ordre de la Toison d'or, gouverneur et capitaine-général de Lille, Douai et Orchies, comte de Vertain par lettres patentes du 8 février 16141, baron d'Everberghe le 18 février 1620 et d'Aubigny. Il meurt en 1639.

## Biographie

### Origines familiales
Philippe de Rubempré est le fils d'Antoine III de Rubempré et de Marie d'Averhoult-Bretagne, fille d'Antoine d'Averhoult et de Jeanne de Renty. Issu d'une famille noble influente, il est l'aîné d'une fratrie composée de deux sœurs et d'un frère cadet. Il est le seul à perpétuer la lignée des Rubempré.

### Carrière et responsabilités
Philippe hérite de son père 23 possessions comprenant 11 terres, 3 marquisats, 2 comtés, 1 vicomté et 3 baronnies. Certaines de ces terres sont élevées au rang de comté ou de duché sous son autorité. Il devient gentilhomme de chambre avant d'exercer les fonctions de capitaine d'une compagnie de "chevau-légers". En 1636, il est nommé conseiller d'État d'épée du roi Philippe IV d'Espagne. Il occupe également des fonctions prestigieuses, telles que Gouverneur de Tournai, de Lille, de Douai et d'Orchies, ces trois derniers gouvernorats étant ultérieurement érigés en duchés transmis à son fils Philippe-Charles. Il fut aussi commissaire au renouvellement des Flandres et d'Anvers ainsi que grand veneur du duché de Brabant.

### Mariages et descendance
Son premier mariage avec Anne de Croÿ ne donne pas d'héritier. Philippe épouse ensuite Jacqueline de Recourt (dite de Lens), dame de Conteville, fille de François II de Recourt et d'Isabeau de Saint-Omer. Cette union apporte à Philippe un grand nombre de fiefs prestigieux, notamment les duchés de Nevers, de Hainaut, de Brabant et d'Halluin, ainsi que les comtés de Turenne, de Flandres, de Rethel, de Ponthieu, de Metz, de Metzgau, de Fézensac et de Saint-Omer. Philippe de Rubempré devient ainsi le seigneur de plus de 40 titres et fiefs, un record pour son époque.
De ce mariage naissent deux enfants :
- Philippe-Charles de Rubempré, 2e comte de Rubempré, colonel de cavalerie et grand veneur du duché de Brabant ;
- Jeanne de Rubempré, dame d'honneur de la reine Marie de Médicis, qui épouse Grégoire d'Heilly, écuyer et seigneur de Villers et Rumilly.

### Héritage
Philippe de Rubempré est reconnu pour avoir consolidé les possessions et l'influence de sa famille, transmettant à ses descendants un patrimoine considérable.

## Titres et possessions
Philippe de Rubempré détenait notamment les titres suivants :
- Branche Prétendante Légitime au trône de Hongrie ;
- Seigneur des terres de Beaumont, Croÿ, Chaulnes, de Le Quesnoy, de Berghes-Saint-Winoch et d'Humières, (puis Duc de Lille, de Douai et d'Orchies) ;
- Duc de Nevers, de Brabant, et d'Halluin ;
- Marquis de Lens, de Renty, de Dampierre, de Nedonchel et de Mailly ;
- Comte de Rubempré (premier du nom), de Vertain, de Hainaut, de Joigny, de Montenaeken, d'Aubigny, de Corbie, de Hamal, de Sainte Aldegonde, de Turenne, de Flandres, de Rethel, de Ponthieu, de Metz et de Metzgau, de Fézensac, et de Saint-Omer ;
- Vicomte de Montenaeken ;
- Baron de Vierves, Poucques, Licques, Viefville, Reves, Donzy, Everbergh et Trazégnies ;